# Georgi Fortunow
Georgi Fortunow (bulgarisch Георги Фортунов; * 9. September 1957) ist ein ehemaliger bulgarischer Radrennfahrer.

## Sportliche Laufbahn
Fortunow war Teilnehmer der Olympischen Sommerspiele 1976 in Montreal und startete dort im Mannschaftszeitfahren. Er belegte mit seinem Team den 12. Platz. 1978 und 1979 fuhr er die Internationale Friedensfahrt, 1978 wurde er 18. des Endklassements, 1979 wurde er als 49. klassiert.